# Maria Ferdinanda av Sachsen

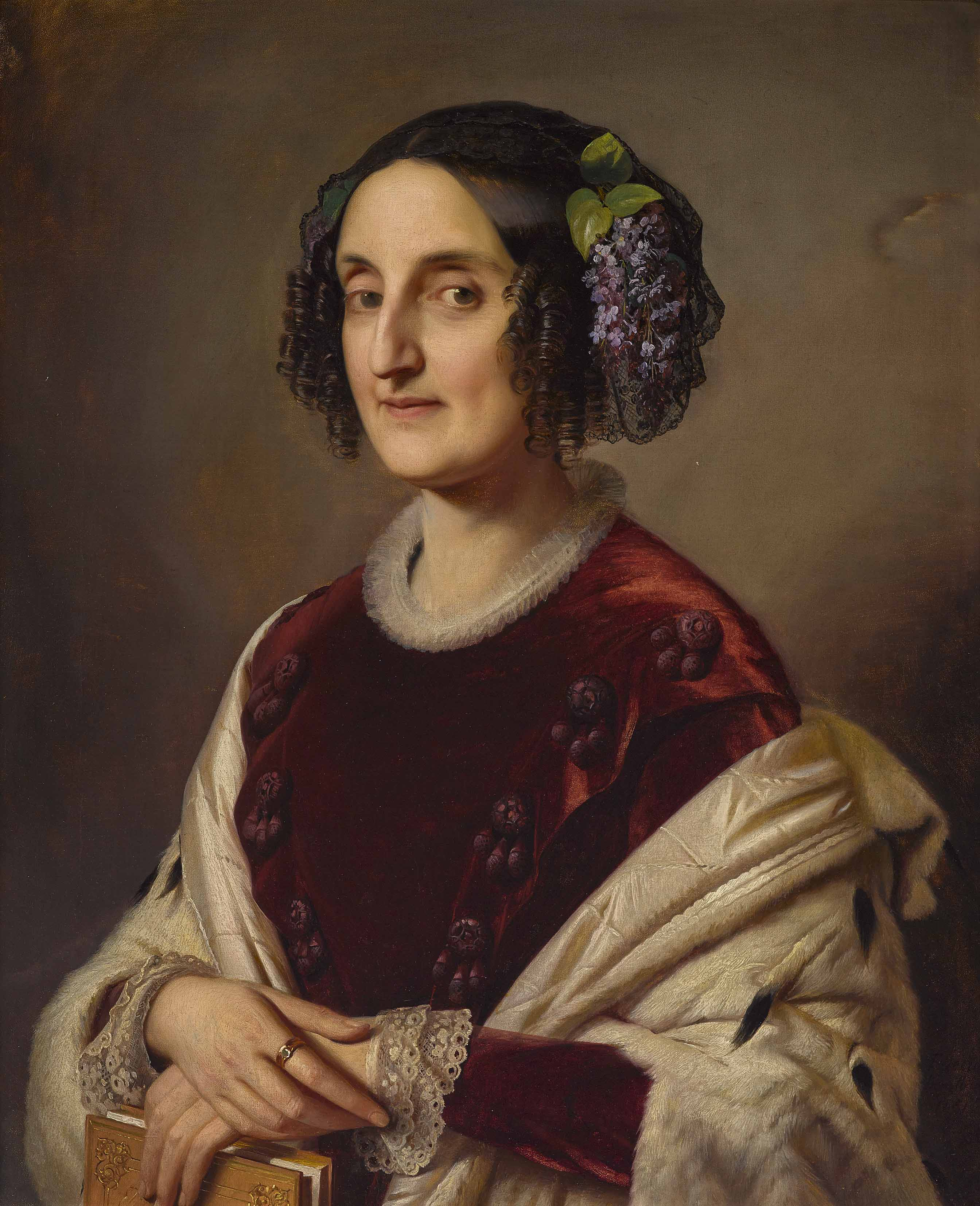
Maria Ferdinanda av Sachsen, storhertiginna av Toscana

Maria Ferdinanda av Sachsen, född 27 april 1796 i Dresden, död 3 januari 1865 i Brandýs nad Labem-Stará Boleslav, var storhertiginna av Toscana; gift 1821 med storhertig Ferdinand III av Toscana. 
Maria Ferdinanda stod mycket nära sin syster Maria Anna av Sachsen och följde på hennes begäran med henne då hon 1817 reste för att gifta sig med Toscanas tronföljare, och blev sedan kvar där. Eftersom svågern var sjuklig och de inte hade avlat någon son, bestämde sig systerns svärfar 1821 för att gifta sig med henne, och hon blev därmed sin systers svärmor. 
Hon blev änka tre år senare men valde att inte gifta om sig utan stanna kvar vid hovet i Florens som änkestorhertiginna. Hon lämnade Toscana och reste till Wien med den övriga familjen då monarkin avskaffades 1859.